# Halgurd
Halgurd (en arabe هلكورد) est une montagne située dans la province d'Erbil (Kurdistan irakien), à la frontière irako-iranienne. C'est la deuxième plus haute montagne d'Irak après le Cheekha Dar.